# フルハン
フルハン (フルガンとも)は、雅爾古ヤルグ地方佟佳トゥンギャ氏女真族。
所謂「後金開国五大臣」の一人。満洲正白旗人。称号として「達爾漢侍衛扈爾漢ダルハン･ヒヤ･フルハン」とも。

## 略歴
明万暦16年1588、父・扈喇虎フラフに従い、属部を率いて建州女直酋長ヌルハチに帰順した。帰順後のフルハンは、ヌルハチから賜姓を承けてギョロ氏を名告り、ヌルハチの養子として養育された。その後、一等大臣に任命され、ニョフル氏エイドゥ、ギョルチャ氏アンバ･フィヤング、ドンゴ氏ホホリ、グァルギャ氏フョンドンらとともに五大臣として後金アイシン･グルンの国家運営を担った。

### 戦歴
フルハンは従軍のたびに斬込隊長を務め、ヌルハチの恩に報いた。万暦35年1607の烏碣岩の戦でシュムル氏ヤングリとともにウラの大軍を撃攘し、同年および同37年1609の東海女直渥集ウェジ部征討で武功をあげたことにより、「達爾漢侍衛ダルハン･ヒヤ」の称号を賜わった。

続いて同39年1611にはドンゴ氏ホホリらとともに虎爾哈クルカ地方の扎庫塔ジャクタ城を征討し、同41年1613には烏拉城の戦でウラ国グルンを潰滅させ、後金天命元年には東海女直サハリャン部を叩き、諸部を招降した。

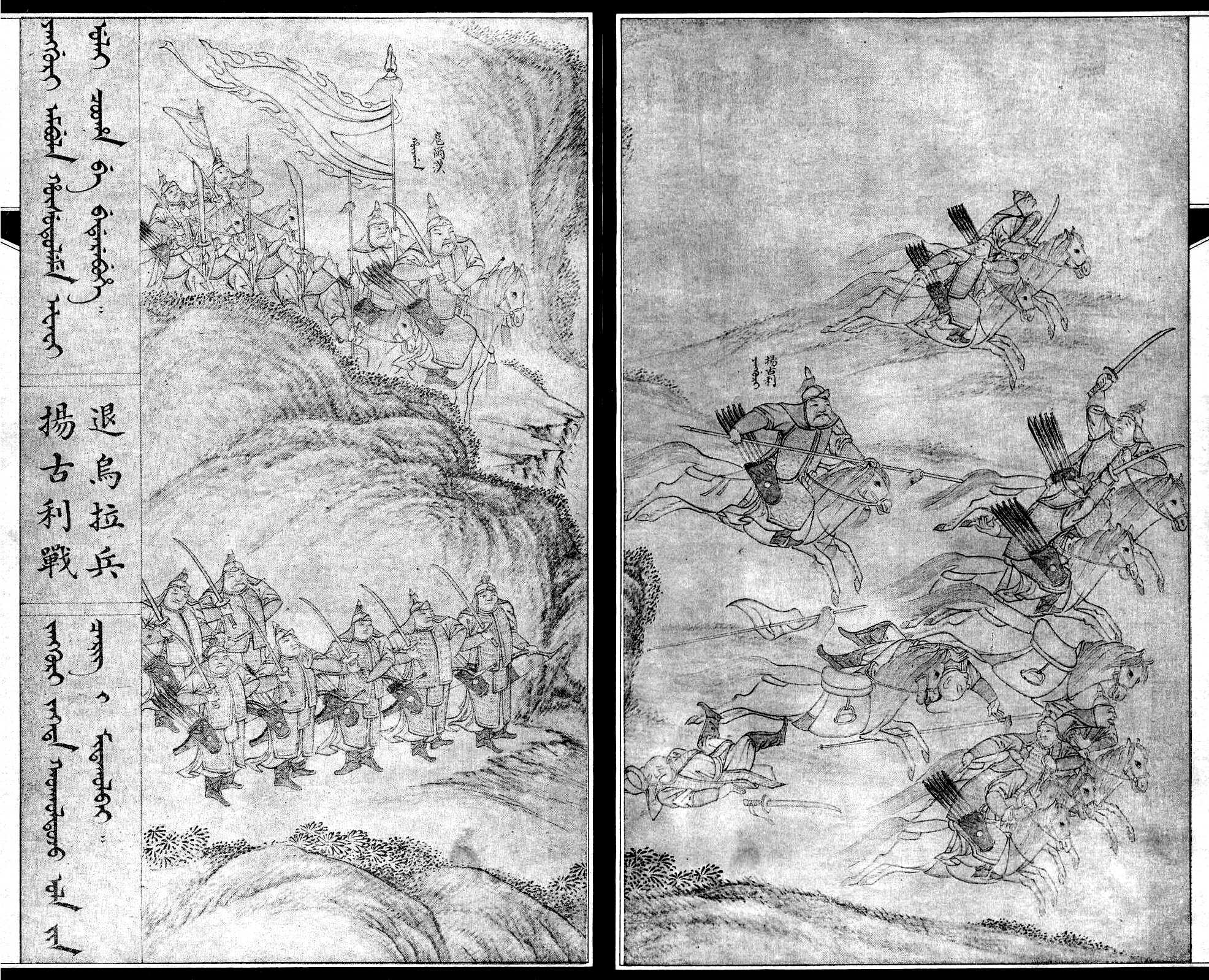
巻3「揚古利戰退烏拉兵」
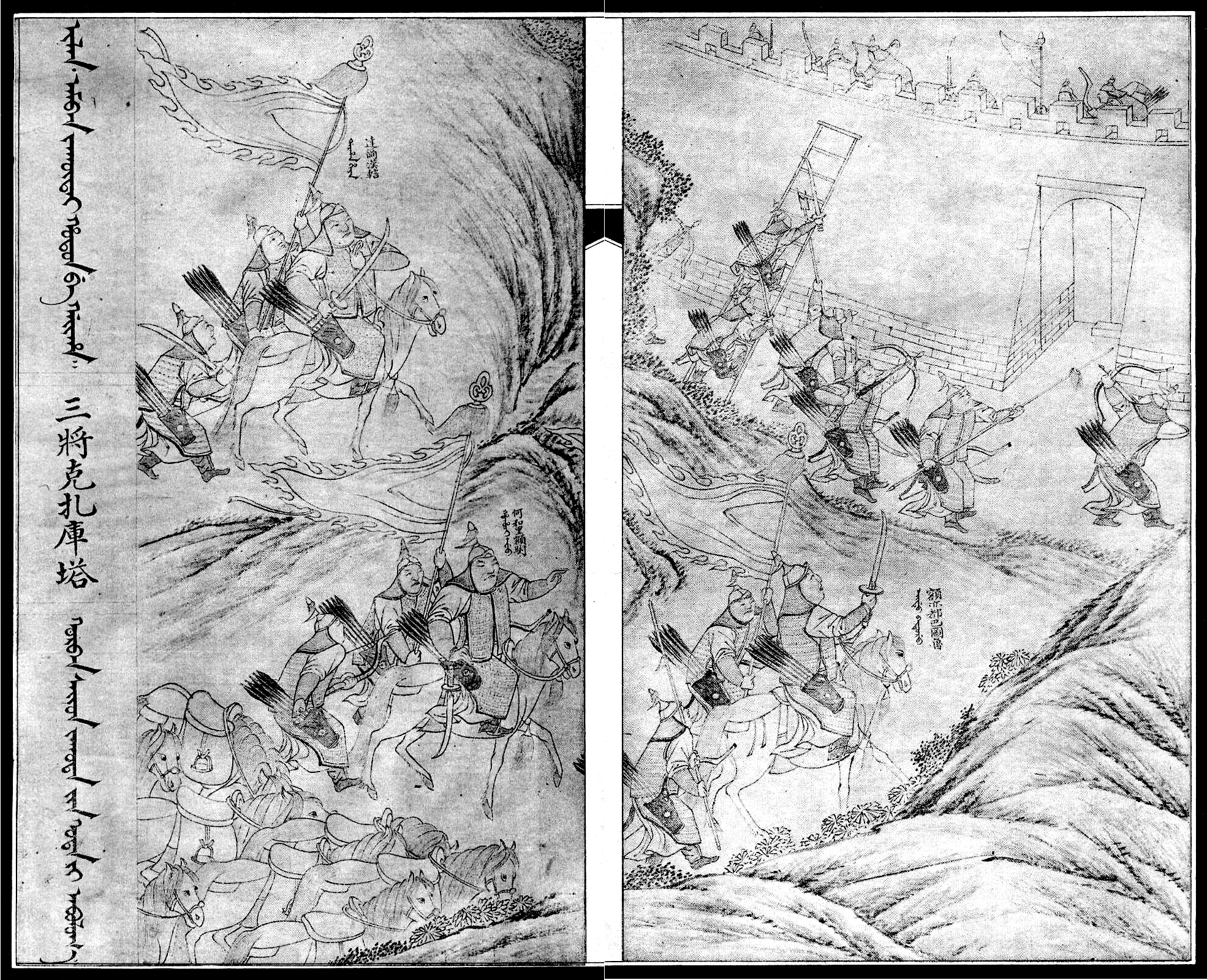
巻3「三將克扎庫塔」

天命4年から5年にかけては明朝征討に従軍し、劉綎との戦闘などで活躍をみせ、叙勲をうけて三等総兵官となった。

### 死去
天命8年1623死去。享年48歳。ヌルハチはその死を悼み、自ら弔った。

## 一族
本章は基本的に『八旗滿洲氏族通譜』に拠った。それ以外についてのみ脚註を附す。
- 父・フラフ (扈喇琥hūlahū)
  - フルハン
    - 長子・アルサイ (阿爾賽arsai)
    - 次子・ブルサイ (布爾賽bursai)
    - 三子・フンタ (渾塔hūnta)
    - 四子・ジュンタ･バトゥル (準塔巴圖魯junta baturu)
    - 五子・フシブ (瑚什布hūsibu)
    - 六子不詳
    - 七子・ダライ (達賴dalai)
    - 八子・ダムブ (丹布dambu)

  - 次弟・フシタ (胡施塔hūsita)
  - 三弟・サムシカ (薩木什喀samsika)
  - 四弟・ダハムブル (達漢布祿dahambulu)
  - 五弟・ヤシタ (雅錫塔yasita)
  - 六弟・ダルタイ (達爾泰dartai)
  - 七弟・ヤライ (雅賴yarai)
  - 八弟・ヤングタイ (揚果泰yanggūtai)
  - 九弟・アングタイ (昂古泰anggūtai)
  - 十弟・ダバイ (達拜dabai)

尚、馬察マチャ地方の正白旗人・巴篤理札爾固齊バドゥリ･ジャルグチ、加哈ギャハ地方の正藍旗人・渾托和ホントホ、佟佳トゥンギャ地方の漢軍鑲黄旗人・佟養正トゥン･ヤンジェン、長白山地方の正紅旗人・尼堪洪科ニカン･ホンコらはフルハンと同族とされる。

## 脚註

### 典拠
1. ↑   太祖武皇帝實錄. 2
2. ↑  “戊子歲萬曆16年1588 4月1日段311”. 太祖高皇帝實錄. 2
3. ↑  “戊子歲萬曆16年1588 4月段40”. 滿洲實錄. 2
4. 1 2 3  “雅爾湖地方佟佳氏 (達爾漢侍衛扈爾漢)”. 八旗滿洲氏族通譜. 19
5. ↑  “己酉歲萬曆37年1609 12月1日段385”. 太祖高皇帝實錄. 3
6. ↑  “己酉歲萬曆37年1609 12月段74”. 滿洲實錄. 3
7. ↑  “五大臣”. 嘯亭雜錄. 2. 商務印書館
8. ↑  “扈爾漢列傳”. 滿洲名臣傳. 1
9. 1 2 3 4 5  “將帥1 (扈爾漢子準塔)”. 國朝耆獻類徵初編. 261. 明文書局. p. 9
10. 1 2 3  “天命8年1623 10月1日段627”. 太祖高皇帝實錄. 8
11. ↑  “天命8年1623 10月20日段199”. 滿洲實錄. 7
12. ↑  “列傳12 (扈爾漢)”. 清史稿. 225. 中華書局. pp. 9188-9189

### 註釈
1. ↑  「轄xiá」は満洲語「ヒヤhiya」の漢音写で、侍衛の意。
2. ↑  享年48歳というのは諸史料において一致しているが、死去の時期は各史料で異なるため、天命3年説に従えば隆慶5年1571前後、天命8年説に従えば万暦2年1574前後となる。
3. ↑  『八旗滿洲氏族通譜』[4]は「hūrhan」に作るが、『滿洲實錄manju i yargiyan kooli』では「hūrgan」に作る。
4. ↑  フルハン、ニョフル氏エイドゥ、ギョルチャ氏アンバ･フィヤング、ドンゴ氏ホホリ、グァルギャ氏フョンドン。
5. ↑  史料に因って死去の時期がまちまちであり、天命3年、6年、8年の三説がみられる。仮に『清實錄』の天命8年1623説を採れば、帰順した万暦16年1588時点では13歳前後となるが、当時の年齢は周歳(満年齢)ではなく虚歳(数え年)で計算されていたため、各史料に従って享年48歳とすれば、満年齢で47歳であり、その場合の帰順当時の年齢は12歳となる。
6. ↑  死去時期は史料によってまちまち。ここでは『清實錄』に拠った。

## 文献

### 實錄
- 編者不詳『太祖武皇帝實錄』崇徳元年1636 (漢)

＊中央研究院歴史語言研究所版 (1937年刊行)
- 覚羅氏勒德洪『太祖高皇帝實錄』崇徳元年1636 (漢)
- 編者不詳『滿洲實錄』乾隆46年1781 (漢)
  - 『manju i yargiyan kooli』乾隆46年1781 (満) ＊今西春秋版
    - 今西春秋『満和蒙和対訳 満洲実録』刀水書房, 昭和13年1938訳, 1992年刊

### 史書
- 編者不詳『滿洲名臣傳』巻1
- 愛新覚羅氏弘昼, 西林覚羅氏鄂尔泰, 富察氏福敏, 徐元夢『八旗滿洲氏族通譜』四庫全書, 乾隆9年1744 (漢) ＊Harvard Univ. Lib.所蔵版
  - 『Jakūn gūsai Manjusai mukūn hala be uheri ejehe bithe』乾隆10年1745 (満) ＊東京大学アジア研究図書館
- 李恒『國朝耆獻類徵初編』光緒16年1890 (漢) ＊明文書局版
- 稻葉岩吉『清朝全史』上巻, 早稲田大学出版部, 大正3年1914
- 趙爾巽『清史稿』清史館, 民国17年1928 (漢) ＊中華書局版

### Web
- 栗林均「モンゴル諸語と満洲文語の資料検索システム」東北大学
- 「明實錄、朝鮮王朝実録、清實錄資料庫」中央研究院歴史語言研究所 (台湾)
- 「人名權威 人物傳記資料庫」中央研究院歴史語言研究所 (台湾)